# Messalina (film 1951)
Messalina è un film del 1951 diretto da Carmine Gallone.

## Trama
Assetata di potere e di piacere, Messalina cambia amanti tanto velocemente quanto elimina i propri nemici, come il probo Valerio; riesce persino a convincere l'imperatore Claudio, atterrito da un falso oracolo, che per salvarlo lei deve risposarsi con l'amante Caio Sillo. Ma il piano con cui pensa di impossessarsi del trono imperiale le si rivolterà contro.